# Шведская королевская музыкальная академия
Шве́дская короле́вская музыка́льная акаде́мия (швед. Kungliga Musikaliska Akademien, KMA) — шведская независимая негосударственная организация, ставящая целью развитие музыкальной культуры, проведение научных исследований и повышение образовательного уровня в области музыки.
Основана 8 сентября 1771 года шведским королём Густавом III и является одной из Шведских королевских академий.

## Члены академии
В настоящее время академия насчитывает 170 шведских и 60 зарубежных действующих членов, принимающих участие в заседаниях 5 раз в год.
За время существования звание члена академии было присуждено около 1000 шведским и 500 зарубежным композиторам и музыкантам, в частности, Гайдну (1798), Бетховену (1822), Листу (1857), Верди (1865), Вагнеру (1876), Римскому-Корсакову (1906) и другим.